# عيون العصافير
عيون العصافير بلدة وبلدية تابعة لدائرة تازولت في ولاية باتنة بالجزائر.

## وصلات خارجية
- باتنة أنفو: موقع باتنة للأخبار.
- إذاعة باتنة الجهوية: الموقع الرسمي.